# Horisme goliathi
Horisme goliathi là một loài bướm đêm trong họ Geometridae.